# Iglesia de San Juan (Santianes de Pravia)
La iglesia de San Juan Apóstol y Evangelista de Santianes de Pravia es un templo cristiano del siglo VIII, situado en la parroquia de Santianes del concejo asturiano de Pravia, en el norte de España.
La iglesia fue construida en el siglo VIII, por voluntad del rey Silo de Asturias y su esposa Adosinda, según indica la lápida fundacional del templo, y debió ser construida en el periodo comprendido entre los años 774 y 783. El rey Silo de Asturias trasladó la Corte desde Cangas de Onís hasta Pravia, punto de encuentro de varias calzadas romanas, entre ellas la que iba hasta Asturica Augusta (Astorga), lo que permite la buena comunicación. Se la considera la iglesia más antigua de Asturias, y formaba parte del complejo cortesano que se completaba con el palacio real, hoy totalmente desaparecido, que se construyó en las inmediaciones del templo, posiblemente sobre una edificación anterior. Está considerada como una de las primeras obras del conocido como prerrománico asturiano o arte asturiano. En el templo se celebró el debate entre el Beato de Liébana y Elipando de Toledo, sobre la interpretación adopcionista de la divinidad de Cristo.
En la iglesia de San Juan recibieron sepultura, según recogieron las crónicas de la época, el rey Silo de Asturias, su esposa, la reina Adosinda, y el rey Mauregato de Asturias.
Junto a la iglesia se encuentra el museo de Santianes de Pravia, inaugurado en julio de 2007.

## Arquitectura y morfología

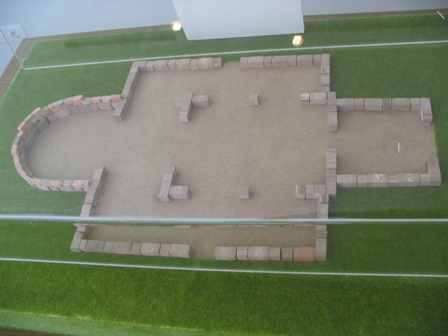
Planta del templo

Respecto a toda la actividad arquitectónica asturiana del siglo VIII tan solo se conserva la planta y los restos constructivos de esta iglesia. La construcción permaneció es su estado original hasta el siglo XVI comenzando a sufrir diferentes transformaciones y reformas durante los dos siglos posteriores. Estas reformas transformaron profundamente la iglesia. En la década de los 1970 se inicia la restauración y modificación del templo para adecuarlo a su forma inicial. Estas obras dirigidas por José Menéndez Pidal permitieron el descubrimiento de elementos originales así como devolver a la iglesia su aspecto primitivo. También, teniendo en cuenta los hallazgos arqueológicos, la residencia palatina habría sido construida utilizando un edificio anterior, de época romana.
El templo estaba formada por tres naves, la central de 8 m de largo y 5,5 de ancho, y las laterales de 2,5 m de ancho, separadas por arcos de medio punto, hechos con ladrillos, sobre pilares cuadrados, siendo la central más ancha que las dos laterales. Las naves forman un cuerpo rectangular, con un nártex abierto en los pies convertido en panteón regio en donde según la tradición se sepultaron los cuerpos de Silo y Adosinda. El panteón contaba con una pequeña tribuna de madera hoy modificada. Tiene un transepto de 4,5 m de ancho, que no es visible en planta, aunque sí desde el exterior.
Los arcos llevan aparejo mixto, sillarejo en los arranques y ladrillos en la parte central. 
El crucero original, hoy desaparecido, estaba formado por una arcada de tres naves que enlazaba con la arquería de la nave central. El transepto con pilares cruciformes se abría a tres capillas rectangulares. El ábside era de forma semicircular peraltada en su interior con muros rectangulares por el exterior. Como consecuencia de unas reformas posteriores, el ábside antiguo semicircular en planta fue sustituido por uno de testero plano y sobre él una bóveda; a sus lados se hicieron dos sacristías, una usada de depósito arqueológico. De la construcción original quedan las naves central y laterales. El pórtico y la tribuna real, de apariencia antigua, son reconstrucciones modernas. El cuerpo de la iglesia se cubría con madera y los ábsides con bóveda de cañón.
Los muros exteriores de las naves laterales mantienen sectores originales, así como algunas ventanas de pequeño tamaño con contorno de herradura. Todo ello nos rememora al primer periodo constructivo de la iglesia. Estos rasgos no volverán a aparecer en ninguna construcción asturiana de la Alta Edad Media.
Los ventanales conservados en la actualidad nos indican que estaban formados por arcos de herradura simples y dobles. Entre todas las ventanas destacaba la situada en el ábside. Esta ventana estaba compuesta por una triple arcada de herradura con una cuidada fábrica según se desprende de los fragmentos encontrados y que se conservan en el Museo Prerrománico de Santianes. Esta ventana además contenía la dedicatoria fundacional del templo que, según la reconstrucción completa del texto, diría:

ESTA SANTA CASA SE MANTIENE FIRME EN HONOR DE SAN JUAN APOSTOL Y EVANGELISTA

En conclusión, las características de la planta y los motivos ornamentales muestran un poso de tradición tardorromana más vinculada a ejemplos paleocristianos que a templos pertenecientes a la segunda mitad del siglo VII. Una cuestión aún desconocida por los investigadores es si tal herencia es fruto del sustrato local o de contaminaciones externas.

## Sepulturas reales y epigrafía

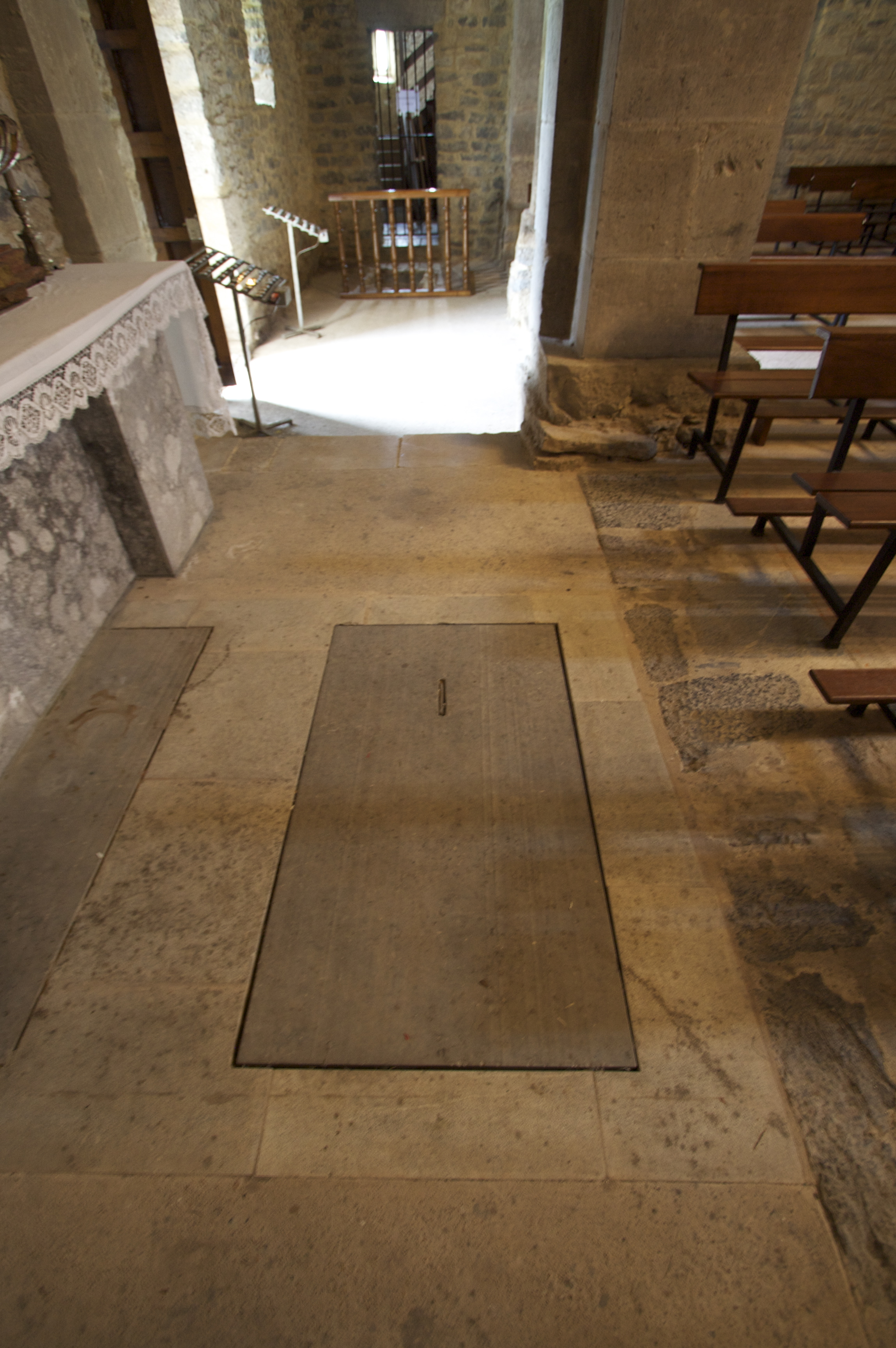
Tumba del rey Silo y de su esposa, la reina Adosinda

En la iglesia de San Juan de Santianes de Pravia recibieron sepultura, según refieren diversos autores, tres miembros de la realeza asturiana:
- Silo de Asturias (¿?-783). Rey de Asturias.
- Adosinda, reina consorte de Asturias y esposa del anterior. Fue hija de Alfonso I el Católico, rey de Asturias, y de la reina Ermesinda.
- Mauregato de Asturias (¿?-789). Rey de Asturias. Fue hijo natural del rey Alfonso I el Católico y de la esclava musulmana Sisalda.

Después de su defunción, el cadáver del rey Silo recibió sepultura en la iglesia de San Juan de Santianes de Pravia, que el monarca asturiano había ordenado erigir, y en la que aún se conserva la tumba en la que se supone que yacen los restos del rey y los de su esposa, la reina Adosinda, que fue inhumada en el mismo templo, aunque no obstante lo anterior, el maestro Custodio señaló que los restos del rey Silo fueron trasladados al monasterio de San Juan de las Dueñas de la ciudad de Oviedo, y que detrás del altar mayor de la iglesia de dicho monasterio se encontraba la sepultura del monarca asturiano.
El cadáver del rey Mauregato de Asturias también recibió sepultura en la iglesia de San Juan de Santianes de Pravia, en un sepulcro liso. El historiador Tirso de Avilés y Hevia señaló que sobre la tumba del rey Mauregato fue esculpido el siguiente epitafio:

Hic iacet in Pravia qui pravus fuit
Aquí en Pravia yace el que fue depravado
Traducción de José María Solé

En cuanto a epigrafía, tiene gran relevancia una inscripción dedicada a San Juan Evangelista, advocación de la iglesia; y otra inscripción relacionada con la ofrenda de la iglesia.

In honore Io[a]nnis apos[to]li eva[n]/ge[listae haec d]omus sct[a co]nsistit
En honor de Juan apóstol y evangelista se levantó esta santa casa.
Traducción de IMA 177.

## Baptisterio

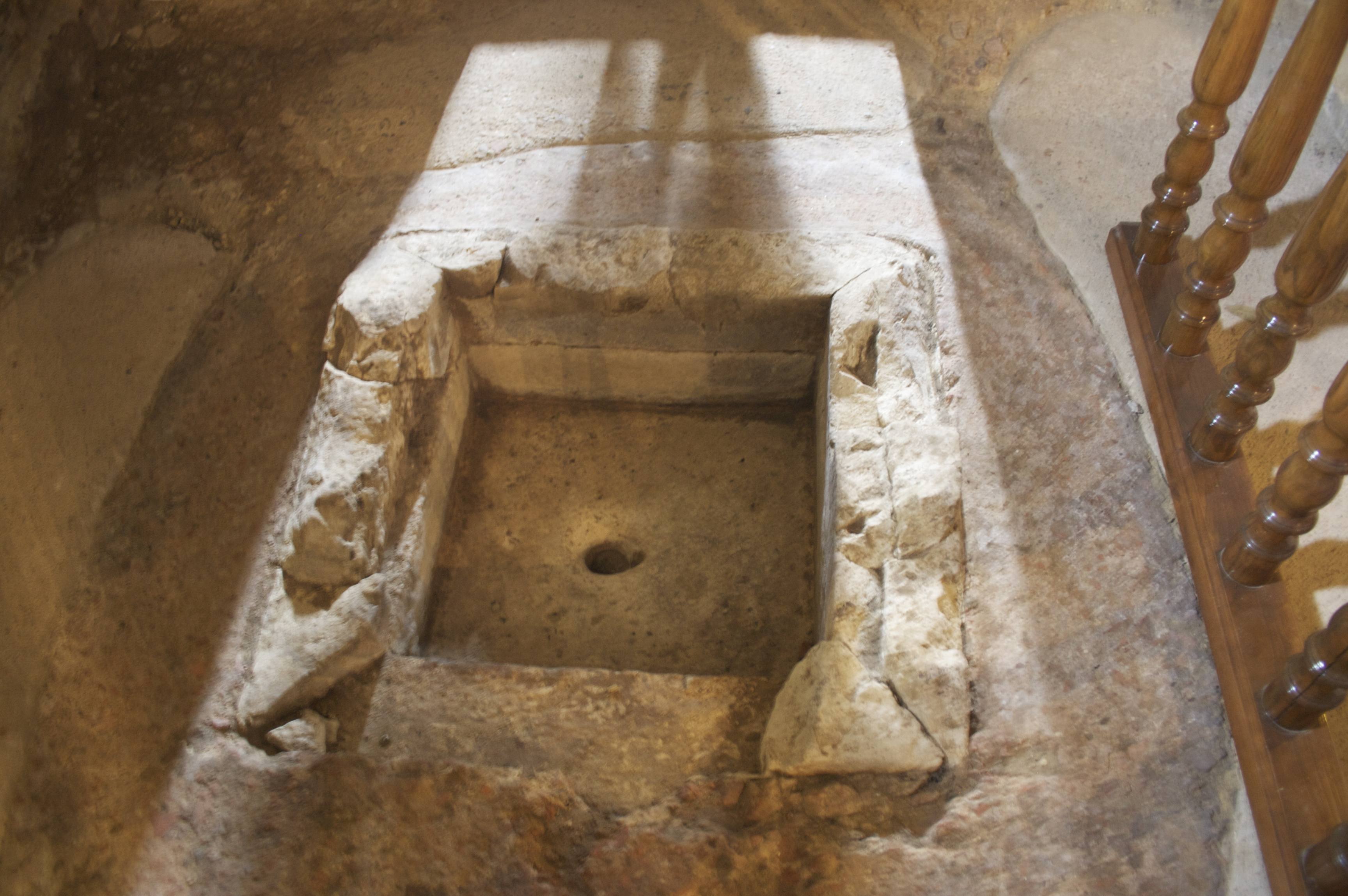
Imagen del baptisterio descubierto durante las obras de restauración del templo

Las excavaciones y obras de restauración del templo de José Menéndez Pidal y Álvarez devolvieron al templo su pavimento original y se descubrió que este no se disponía de forma regular, sino que se adaptaba a las dificultades del terreno.También fue hallado un baptisterio, situado en la esquina suroccidental de la iglesia, oculto hasta entonces. Se le considera el más antiguo y el único conservado de Asturias.
La piscina bautismal cuenta con unas dimensiones de 56,5 cm de ancho, 61,5 cm de largo y una profundidad de 26,5 cm.

## Elementos muebles y decorativos
El altar y los canceles que se exponen en la actualidad en la iglesia son copia de los originales trasladados por Fortunato de Selgas a la Quinta de los Selgas en El Pito (Cudillero) y que se conservaron hasta 2008 en la cripta de la contigua iglesia de Jesús Nazareno, momento en el que se trasladaron a una sala en el propio Palacio o Quinta de los Selgas. El altar es el más antiguo de España. 
Entre los restos destaca una placa decorada con un relieve de un edificio turriforme donde se puede observar el uso de la silleria (tipo de muro configurado por hiladas de piedras grandes y labradas)

## Necrópolis altomedieval
Durante las excavaciones realizadas en 1988 fueron descubiertos en la sacristía norte del templo los restos de una necrópolis medieval.

## Galería de imágenes

Vista exteriores
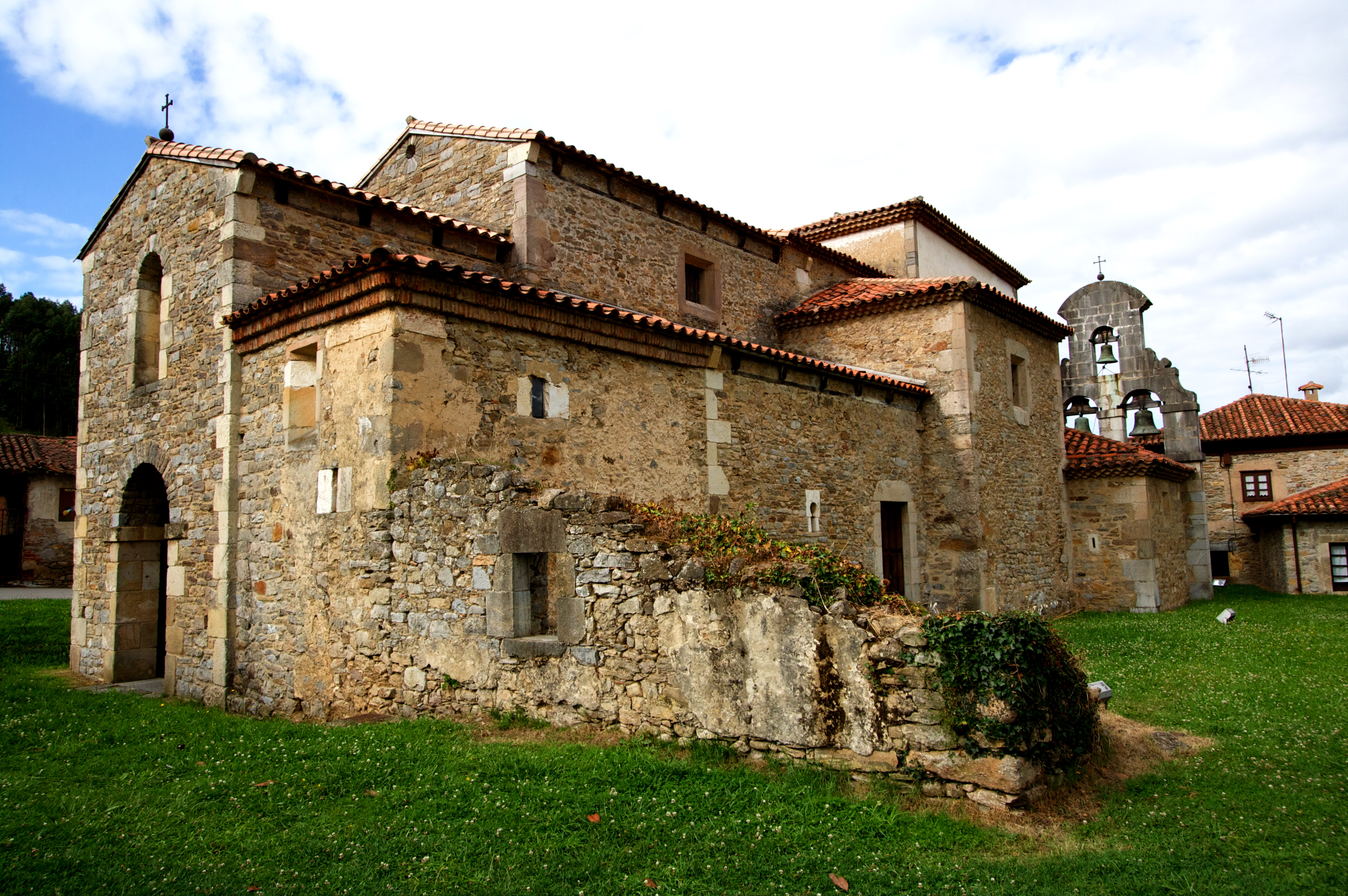
Iglesia de Santianes.
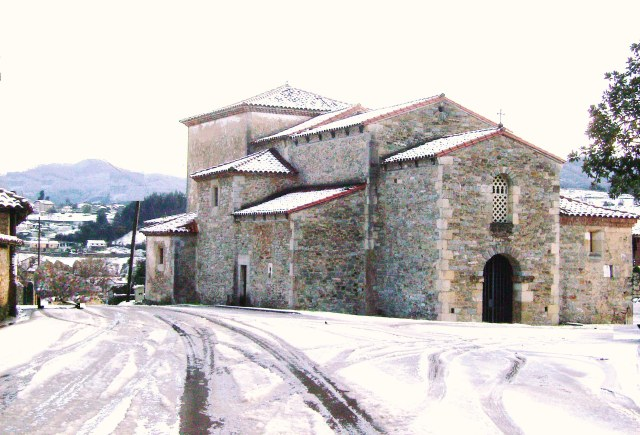
La iglesia cubierta de nieve
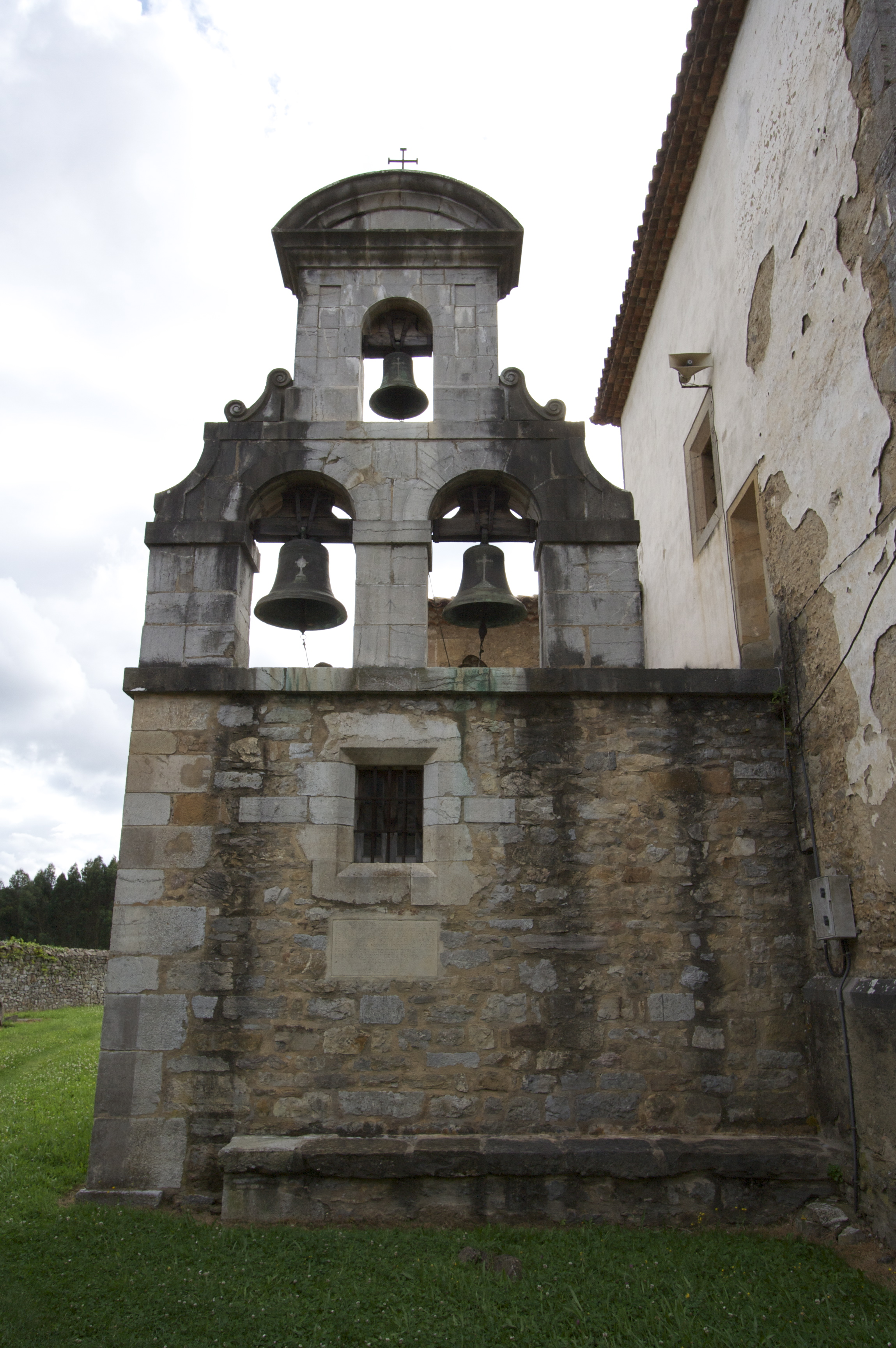
Espadaña añadida en el XVIII y retirada tras la restauración
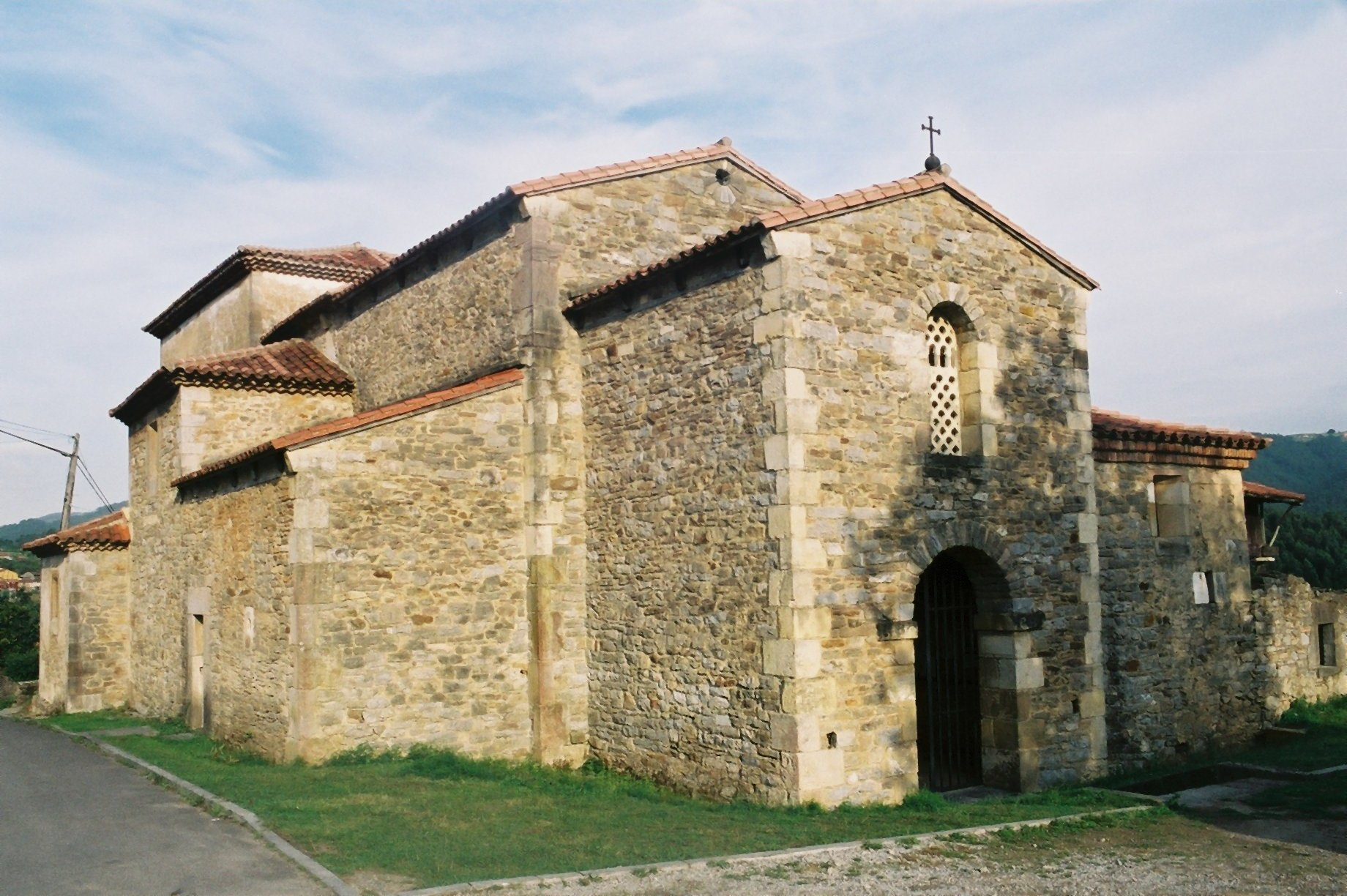
Vista exterior
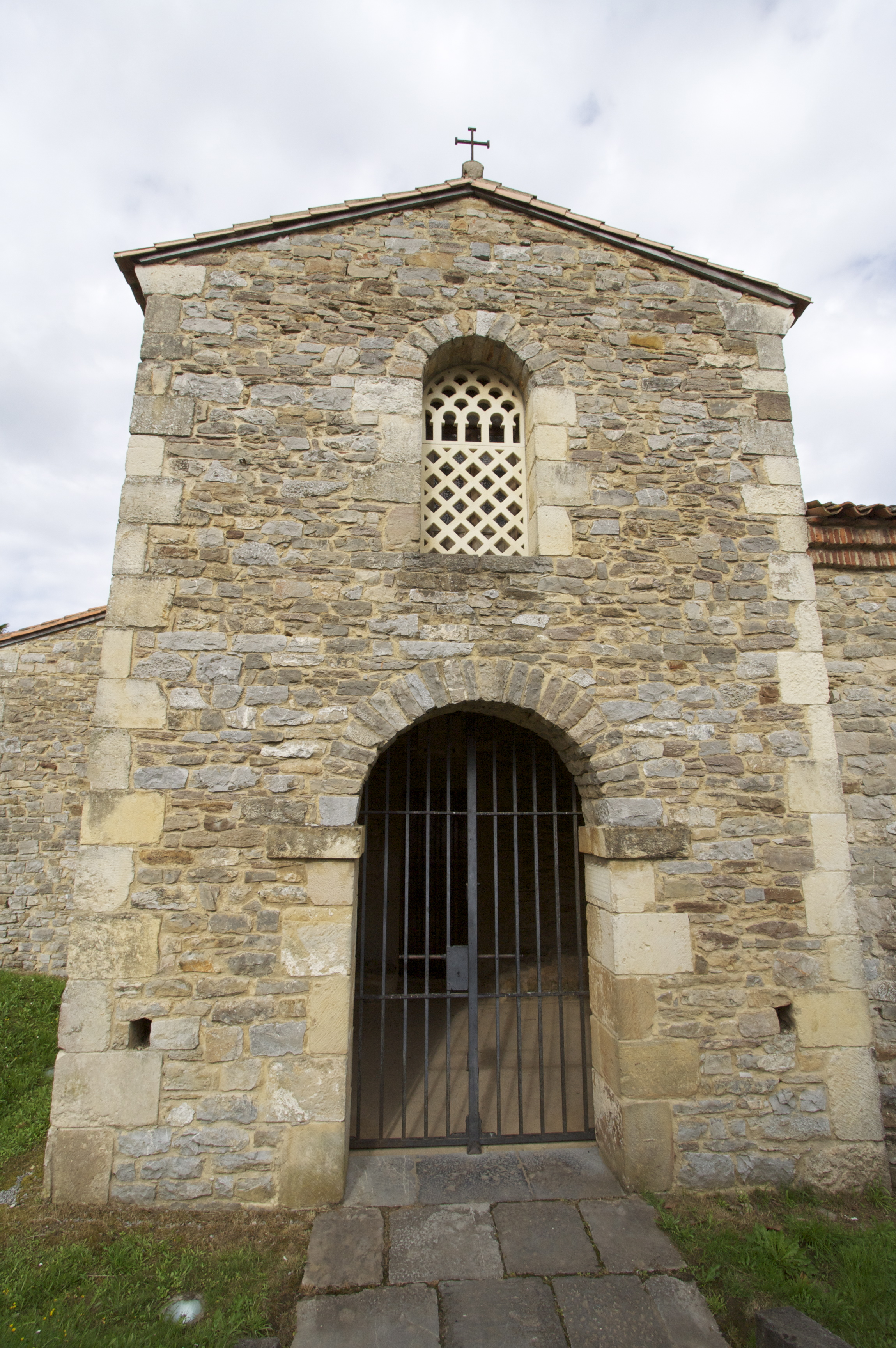
Pórtico de entrada a la iglesia

Vista interiores
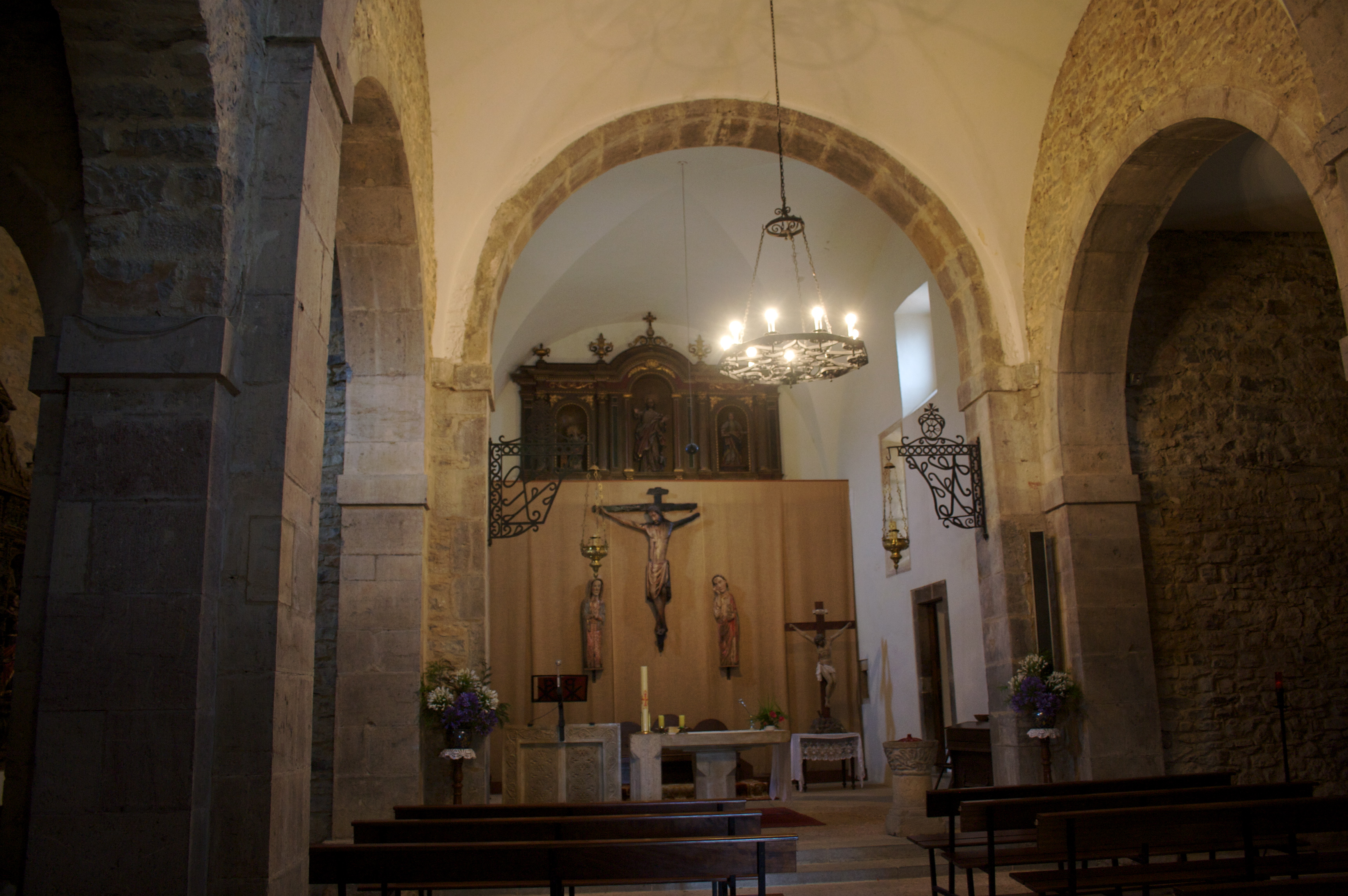
Vista interior
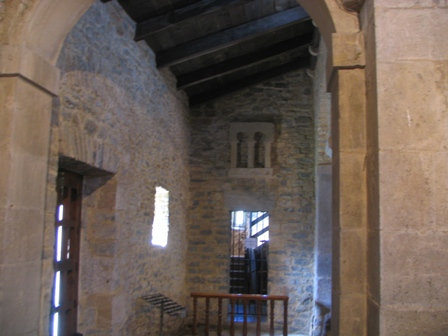
Interior del templo
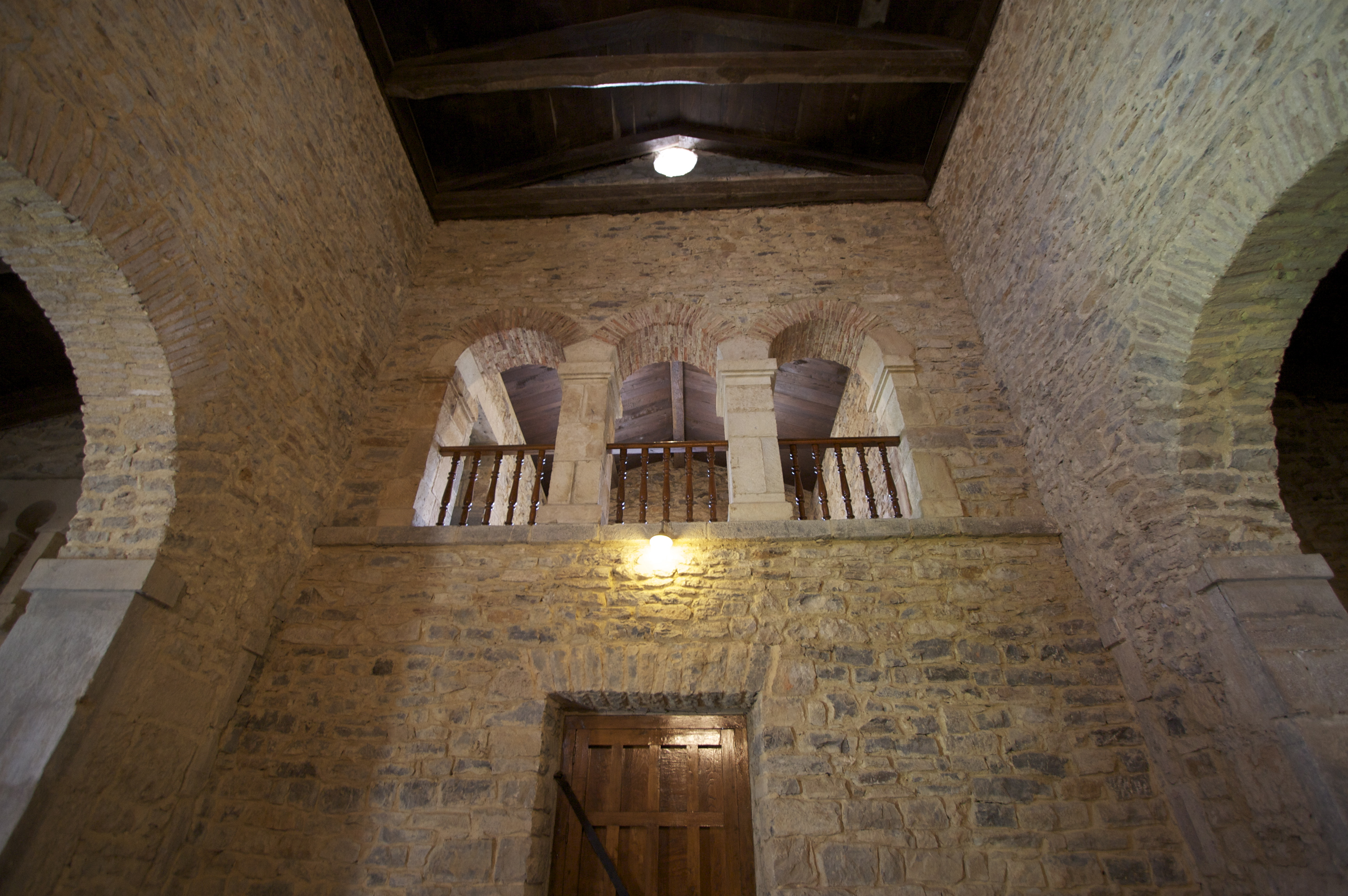
Interior de la iglesia
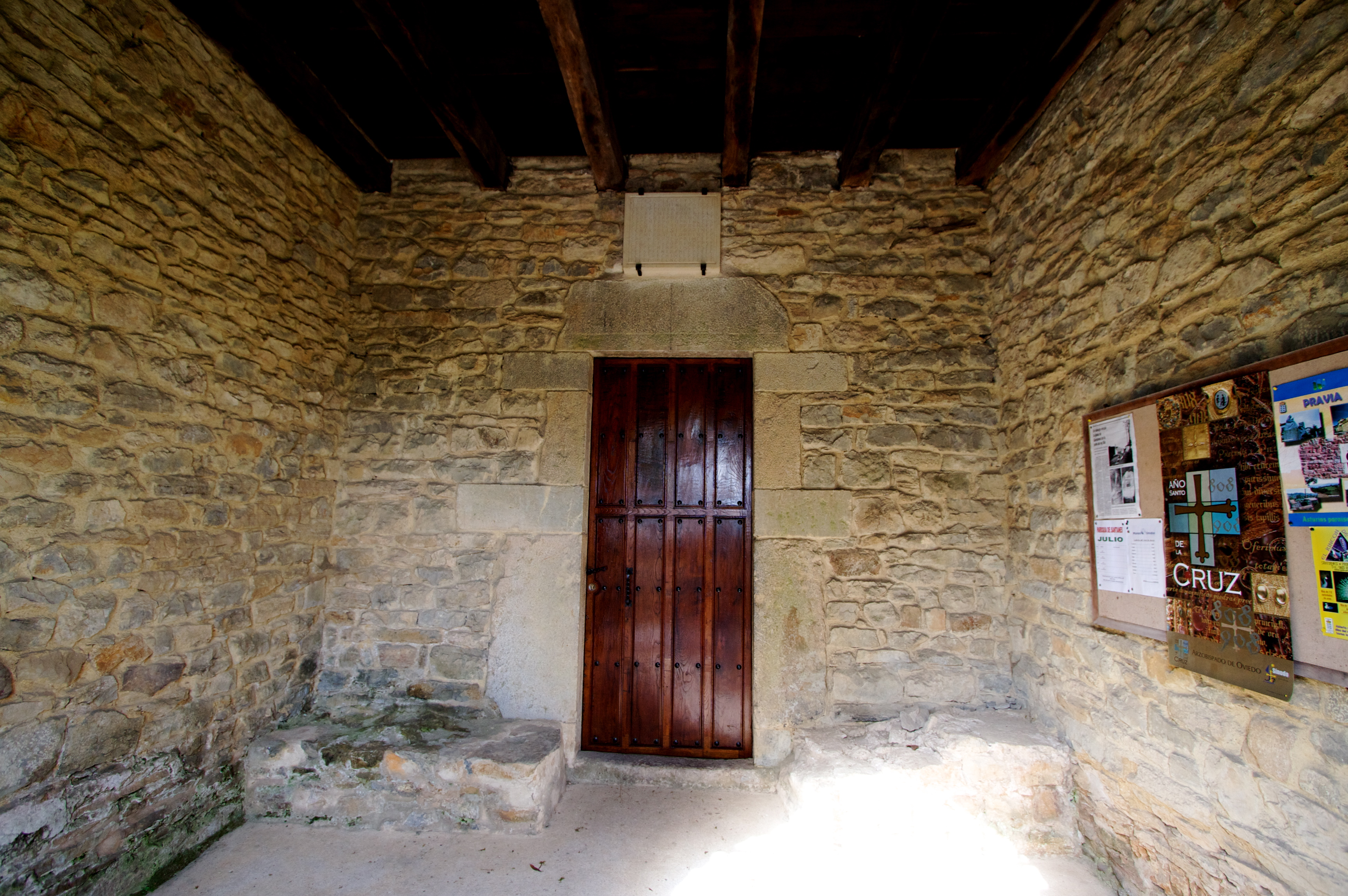
Pórtico de entrada en dónde se situaba el panteón regio

Detalles
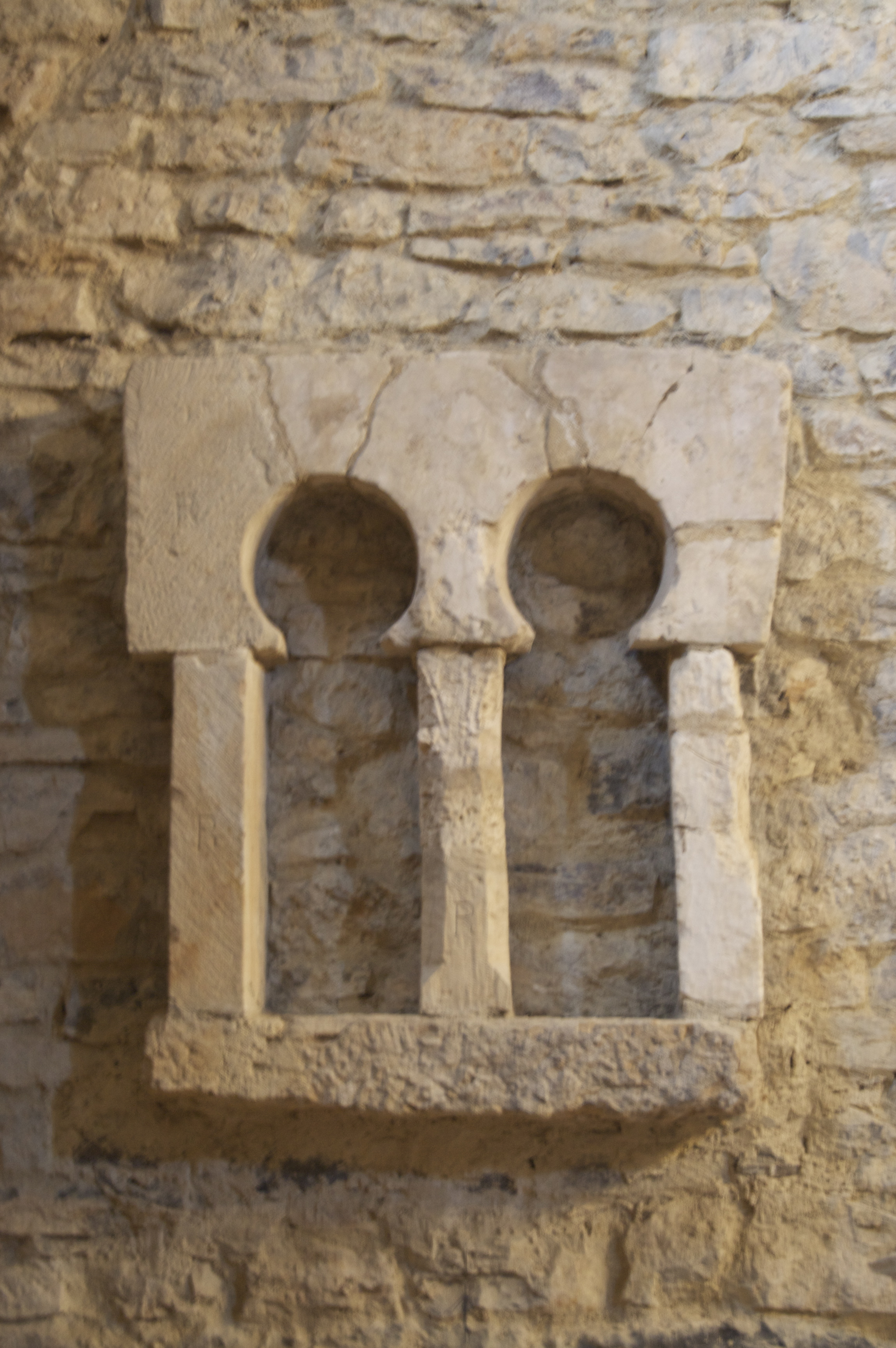
Ventana prerrománica de doble arco de herradura
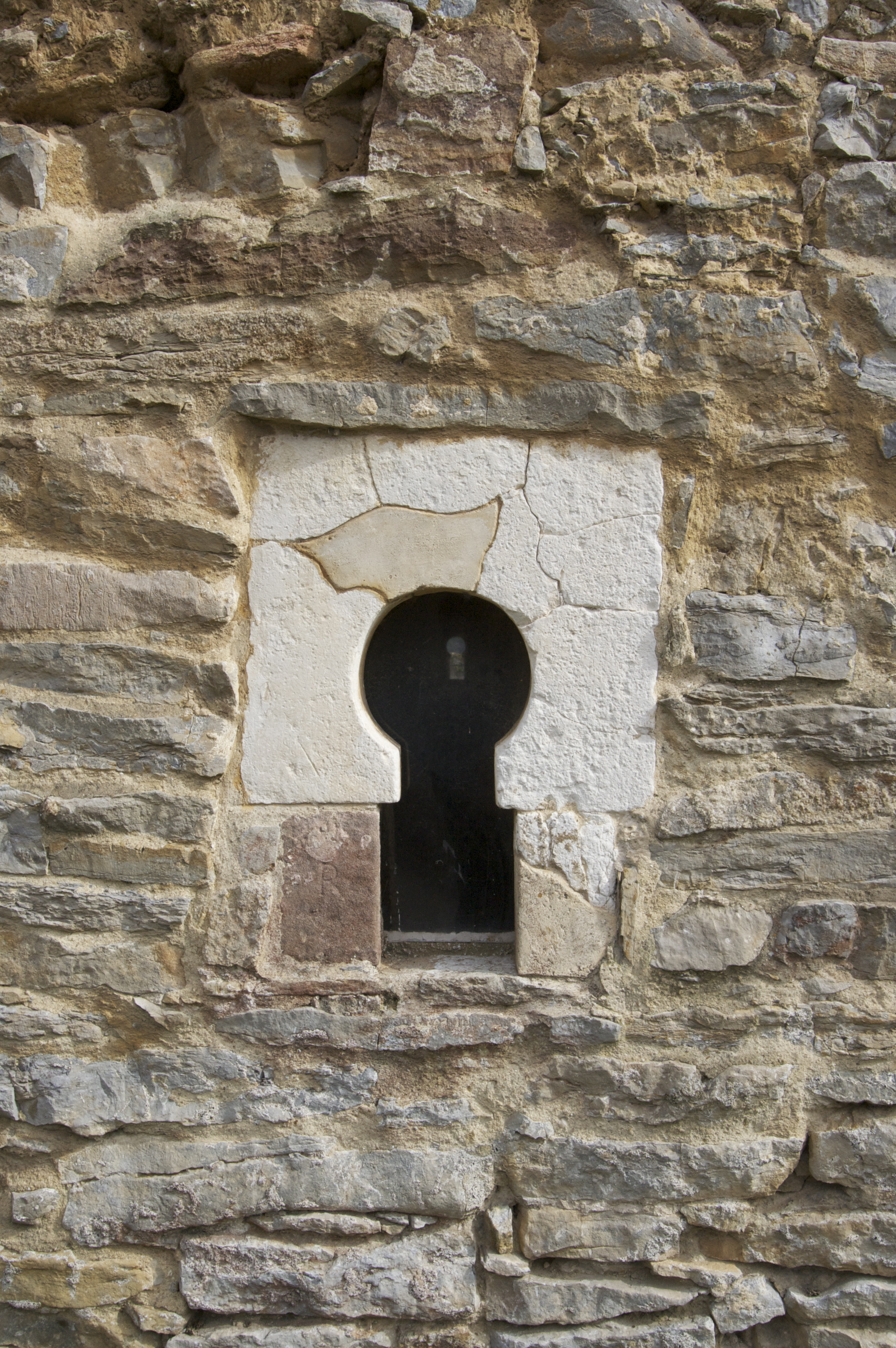
Ventana prerrománica simple de arco de herradura
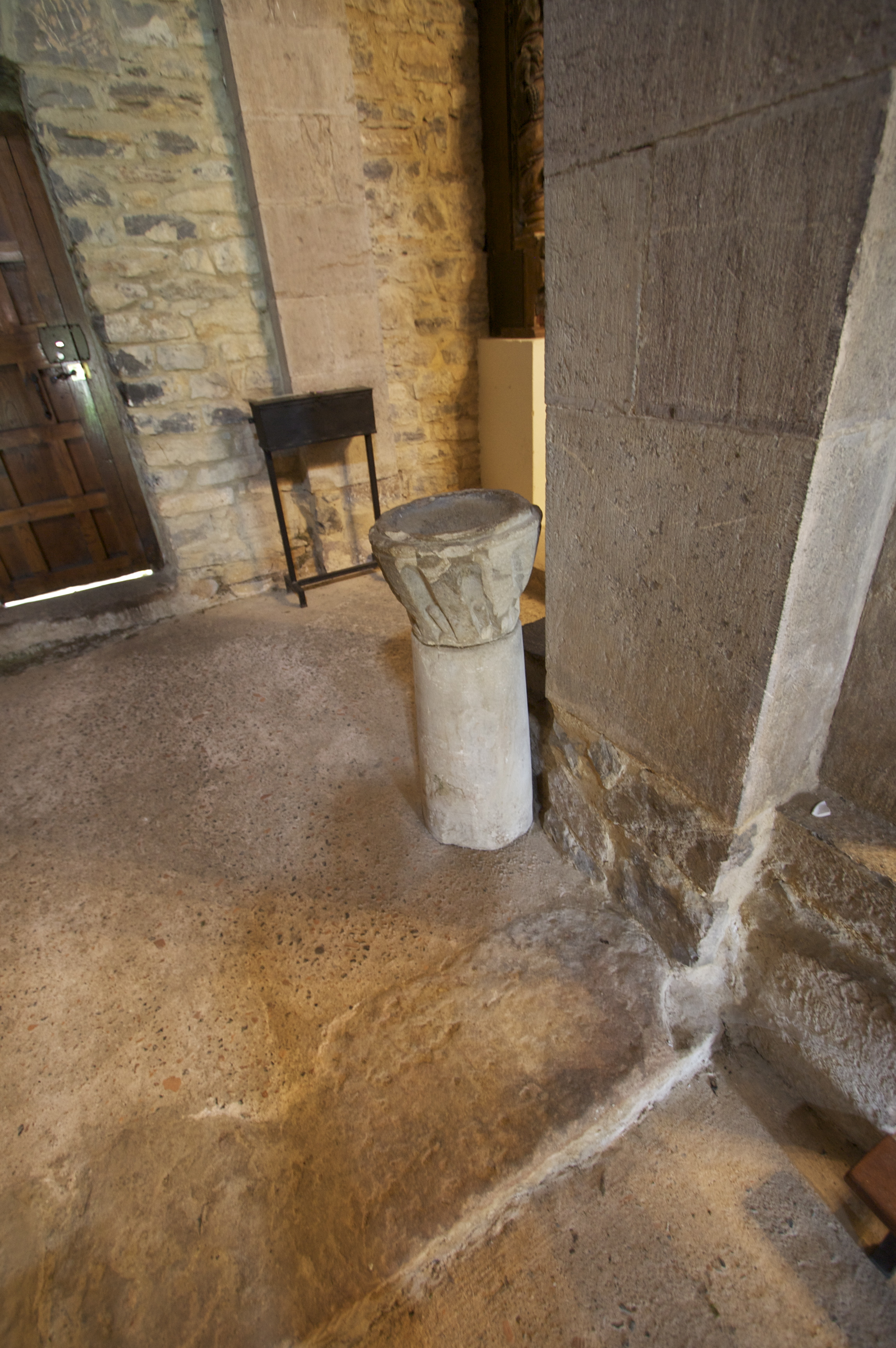
Detalle de las columnas
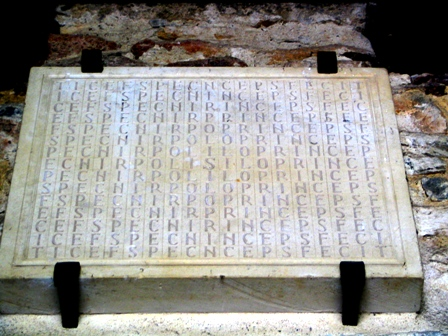
Silo princeps fecit, copia de la lápida fundacional
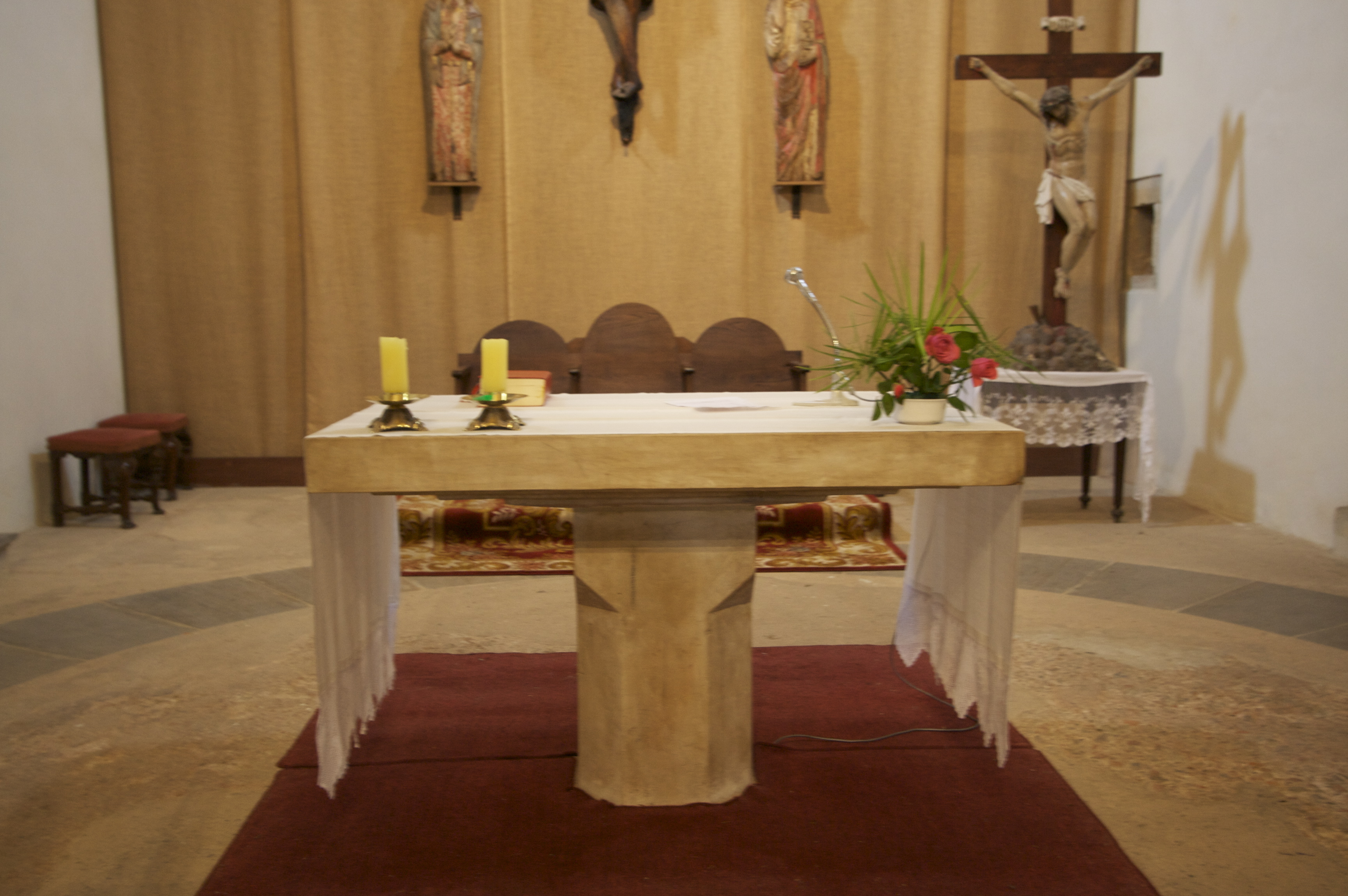
Copia del altar original